# Comté de Giles (Tennessee)
Pour les articles homonymes, voir Comté de Giles.
Le comté de Giles est situé dans l’État du  Tennessee, aux États-Unis. En 2000, la population était de 29 447 habitants. En 2005, la population atteint 29 447 habitants. Le siège du comté est à Pulaski.

## Géographie
Le comté de Giles s’étant sur 1 583 km2. 

## Les comtés limitrophes
- comté de Maury  (Nord)
- comté de Marshall,  (Nord-Est)
- comté de Lincoln,  (Est)
- comté de Limestone, Alabama (Sud)
- comté de Lawrence,  (Ouest)

## Histoire
Le  comté de Giles doit son nom à William Branch Giles, qui était sénateur de Virginie et s’était proposé en faveur de l’admission du Tennessee dans l’Union State of America, le Tennessee étant le 16e État. Il a aussi fait construire la courthouse à Pulaski, ce bâtiment a été incendié quatre fois. Le courthouse de nos jours a été construit en 1859 par la compagnie George Moore et Fils. Durant la guerre de Sécession, elle a subi de nombreux dégâts. L’un des héros locaux est James McCullam, membre du congrès confédéré et maire. Il a vécu dans le comté de Giles pendant soixante-dix ans.

## Les villes et villages
- Ardmore
- Ekton
- Lynnville
- Minor Hill
- Pulaski

## Sheriff
- Charles Neely (premier sheriff du comté de Giles)  1810 – 1810.
- James Buford 1810 - 1814.
- Maxmillian H.Buchanan 1814 – 1824
- Jas. Perry 1824 – 1831
- Lewis H. Brown 1831 – 1831
- Thos. C. Porter 1831 – 1836
- Thos. S. Webb 1836 – 1842
- John A. Jackson 1842 – 1848
- Amasa Ezell 1848 – 1850
- Jas. D. Goodman 1850 – 1854
- Joshua Morris 1854 – 1856
- John Kouns 1856 – jusqu’au début de la guerre de sécession.

## Sénateurs
- 1809 Thomas H. Benton
- 1811 Newton Cannon (Giles & Lincoln
- 1813 Aucun
- 1815 George Coulter
- 1817 George Coulter
- 1819 Wm. Edmiston
- 1821 Aaron V. Brown
- 1823 Aaron V. Brown
- 1825 William E. Kennedy (démissionne en 1826)
- 1826 Aaron V. Brown
- 1827 Aaron V. Brown
- 1829 Isaac Holeman
- 1831 William Moore
- 1831 William H. Field
- 1833 William Moore
- 1835 William Moore
- 1837 Jas. Caruthers
- 1839 George W. Jones
- 1841 William T. Ross.

## Tragédie
Le 15 novembre 1995, un jeune homme de 17 ans, Jamie Rouse tue son professeur et un autre élève de 14 ans avec un Remington Viper de calibre 22, dans l’école Richland.